# 圆疣树蛙
圆疣树蛙（学名：Rhacophorus tuberculatus）为树蛙科树蛙属的两栖动物。在中国大陆，分布于西藏等地。该物种的模式产地在印度。

## 保护
本种于2023年被收录入《有重要生态、科学、社会价值的陆生野生动物名录》。